# Artbat
Artbat (comúnmente conocido como ARTBAT ) es un dúo ucraniano de DJ y producción musical de Kiev, formado por Artur Kryvenko y Vitaliy "Batish" Limarenko.   Producen música en diversas variaciones de techno y house .

## Carrera
La carrera de Artbat comenzó en 2014 cuando Kryvenko y Lamarenko, ambos DJ experimentados, se conocieron en un club ucraniano. Después de reconocer rápidamente las similitudes musicales, comenzaron a producir música juntos. Tan solo tres meses después lograron su gran éxito con el tema "Mandrake". Recibieron un gran apoyo del DJ británico Richie Hawtin, quien tocó el tema en cada uno de sus sets durante un año. 
En 2017, la actualización de la pista de Artbat se publicó como parte de una compilación en el sello Diynamic de Solomun, seguido de más EP y pistas en el sello. Su tema "Taboo", lanzado en 2018, alcanzó la primera posición de las listas de deep house en la plataforma de música Beatport y pudo permanecer allí durante once semanas.  En 2019 ganaron un premio DJ en la categoría Revelación.   Ese mismo año se convirtieron en el artista con mayores ventas en Beatport. En 2021 fundaron su propio sello, llamado Upperground. 

## Momentos destacados de su carrera
Artbat ha actuado en una variedad de escenarios de festivales importantes, incluidos Tomorrowland,  Coachella,  EDC y Awakenings . También tuvieron una residencia en el evento semanal de David Guetta, llamado Future Rave,  en el club número 1 del mundo  - Hï Ibiza . Son conocidos por crear experiencias audiovisuales inmersivas, cautivando al público con su enfoque innovador de la música electrónica. Artbat fue reconocido como el Artista Revelación del Año por The DJ Awards en 2019.  Ese mismo año fueron nombrados Estrellas del Año de Mixmag y Best Sellers de Beatport, consolidando aún más su influencia e impacto en la industria de la música electrónica. El 11 de noviembre de 2023, Artbat grabó su primer Essential Mix para BBC Radio 1. 

## Logros y colaboraciones
Artbat ha colaborado con varios artistas y productores de música electrónica de alto perfil, incluidos Pete Tong, David Guetta, Armin van Buuren, CamelPhat, Sailor &amp; I y John Martin .  Su música ha aparecido en importantes campañas publicitarias de marcas como Dolce & Gabbana y Grand Seiko . Tienen una presencia importante en plataformas como Spotify, donde han acumulado millones de streams. Artbat también se ha presentado en importantes festivales como Creamfields, Ultra Miami, EDC México, EDC Las Vegas, Tomorrowland, Mysteryland, EXIT Festival, DGTL y Time Warp . Sus fechas de gira han incluido India, Corea, además de reservas en los EE. UU., Europa y América Central y del Sur. 
El dúo ha alcanzado el puesto número 1 en Beatport varias veces. "Atlas" encabezó las listas en 2019  y es uno de sus trabajos más reconocidos. Otros lanzamientos que han alcanzado la posición número 1 incluyen "For a Feeling"  (con CamelPhat con Rhodes), "Return to Oz" (el remix de Artbat de Monolink ), "Element" y "Best of Me", con Sailor & I.
En 2021, su canción 'Atlas' se utilizó como tema principal de la serie de Netflix The Billion Dollar Code .  Basado en hechos reales, el programa alemán fue desarrollado para Netflix, donde se emitió por primera vez en octubre de 2021 junto con un episodio adicional con una historia destacada .

## Hey Boy Hey Girl Remix
En mayo de 2024, Virgin / Positiva lanzó el remix oficial de Artbat de « Hey Boy Hey Girl » de The Chemical Brothers .  El remix fue encargado como parte de la celebración del 25º aniversario de la canción ahora clásica, que se lanzó por primera vez en mayo de 1999. La nueva versión de Artbat le da un giro contemporáneo al original, conservando el icónico clip vocal y el riff de sierra circular. Ha sido un destacado en sus actuaciones a lo largo de 2024.

## Cercle
En marzo de 2019, Artbat actuó para la innovadora emisora de YouTube Cercle en la cima del Pan de Azúcar (Bondinho Pão de Açúcar) en Río de Janeiro, Brasil . La actuación se transmitió en vivo y mostró la música de Artbat en un entorno natural impresionante. El conjunto tiene más de 32 millones de visitas e incluye temas como 'Papillon', 'Fading' y su remix de 'Return to Oz' de Monolink, que tiene más de 80 millones de reproducciones en Spotify.

## Sello discográfico y eventos de Upperground
En 2021, Artbat lanzó su sello discográfico, Upperground,, que se ha convertido en un sello popular e influyente en el género musical house melódico y techno. La marca es conocida por su selección de alta calidad y sus eventos innovadores.
Upperground ha albergado varios eventos a gran escala en los que han participado sus artistas principales junto a artistas de fama mundial, atrayendo a miles de asistentes. Los artistas que han actuado en eventos de Upperground incluyen a CamelPhat, Vintage Culture, Miss Monique, Argy, WhoMadeWho, Agents Of Time y más. Estos eventos han tenido lugar en varios lugares, incluidos Tulum, Barcelona, Tel Aviv, Varsovia, Dubai, Madrid, Beirut, Londres y Ámsterdam . Los espectáculos son conocidos por sus actuaciones llenas de energía y experiencias inmersivas.

## Actuación histórica en el Estadio Santiago Bernabéu
En un evento histórico, Artbat actuó en el Estadio Santiago Bernabéu del Real Madrid en mayo de 2024,  marcando el primer concierto de música electrónica en el recinto. Este espectáculo con entradas agotadas fue un logro histórico que demostró su impacto y popularidad en el mundo de la música electrónica. Bajo el paraguas de su marca Upperground, Artbat atrajo a un público con capacidad máxima de 10.000 fanáticos. La producción audiovisual de alta gama transformó el icónico estadio en una experiencia de otro mundo.

## Base de fans e impacto
Artbat ha cultivado una gran base de seguidores en todo el mundo, con 2,5 millones de oyentes mensuales en Spotify, con millones de reproducciones y visualizaciones en Spotify y su igualmente popular canal de YouTube.

## Discografía

### EP
- 2017: Trip
- 2018: Planeta
- 2019: Upperground

### Individual
- 2015: Mandrake
- 2015: Walking (with YanQ)
- 2016: Saltation (with Definition)
- 2016: Chivvy/Momentum
- 2016: Zing
- 2016: Inside (con Definition)
- 2017: Strap (feat. Haptic)
- 2017: Tabu
- 2018: Papillon
- 2019: Apollo 11 (con Matador)
- 2019: Montserrat/ Closer (con WhoMadeWho)
- 2019: Aquarius
- 2020: For a Feeling (feat. Rhodes ) (con CamelPhat)
- 2020: Best of Me (with Sailor & I)
- 2021: Flame
- 2021: Horizon
- 2022: Age of Love (ARTBAT Rave Mix) (con Pete Tong)
- 2022: Our Space (con Dino Lenny)
- 2022: Origin (con Shall Ocin & Braev)
- 2022: It's ours (con David Guetta & Idris Elba)
- 2022: Tibet (con Argy & Zafrir)
- 2023: Dreamcatcher (con Fred Lenix)
- 2023: Breathe In (con Another Life)
- 2023: Remember
- 2024: In Your Arms (with Another Life & CAY (DE))
- 2024: Take Off (with Armin van Buuren)
- 2024: Hey Boy Hey Girl (remix) for The Chemical Brothers)
- 2024: Pull Out (with Losless & Kas:st)
- 2024: The Ocean (with Avalon Rockston)